# Die gelbe Rasse
Die gelbe Rasse ist ein mittellanges, deutsches Stummfilmdrama aus dem Jahre 1912 von Max Mack mit Eva Speyer und Ernst Rückert in den Hauptrollen.

## Handlung
Die Geschichte spielt in San Francisco. Seit die reiche Maud Nelson seit nunmehr zwei Jahren Witwe ist, hat ihr Vermögen zahlreiche Männer angelockt, die nicht an ihr, sondern lediglich an ihrem Geld interessiert sind. Maud sieht daher in jedem der Herren einen potenziellen Mitgiftjäger und weist alle Bewerber weit von sich. Erst als eines Tages der schmucke William Wright auftaucht, ist es um sie geschehen, und Maud verliebt sich schlagartig in diesen Fremden. Der aber wiederum besitzt keinen Heller, und sein Ehrgefühl verbietet William, solange er selbst mittellos ist, um die Gunst Mauds zu werben. Ihr Bruder Charles wiederum sieht in William einen gefährlichen Konkurrenten, denn er fürchtet, dass wenn Maud erst einmal Mrs. Wright sein sollte, sie ihrem ebenso nichtsnutzigen wie erzfaulen Bruder schlagartig den Geldhahn zudrehen könnte, der Charles bislang gut nährte.
Seit Charles sich nämlich in chinesischen Opiumhöhlen herumtreibt und dadurch zum Drogenkonsumenten wurde, sind all seine Lebensenergie und jedweder Antrieb in ihm verloren gegangen. Nun wird es, unabhängig vom Auftauchen William Wrights, Maud zu viel und sie faucht ihren lustlosen Bruder an, er solle sich endlich Arbeit suchen. Charles ist deshalb sehr wütend auf sie, und da Maud einer Missionsgesellschaft zur Bekehrung der Chinesen zum Christentum beigetreten ist, sieht Charles dadurch eine Möglichkeit, mithilfe seiner gelben Freunde den Hebel für einen Racheplan gegen Maud anzusetzen. In dem Chinesen Chin-Chen hat er auch unerwarteterweise einen Verbündeten gefunden, denn dieser Mann, der gleichfalls von der Missionarin Maud „bekehrt“ werden sollte, hat sich in die Weiße verliebt, wurde aber brüsk von ihr zurückgewiesen. Nun sinnt er ebenfalls auf Rache. Wie so oft hat William Wright Maud von der Christianisierungsstunde abgeholt und ist dann anschließend zu sich nach Hause heimgekehrt. Er wurde von Chin-Chen heimlich verfolgt, der nun seinen Konkurrenten kennt.
In der Opiumhöhle trifft Chin-Chen auf Charles Nelson, und beide tun sich zusammen, um sowohl William als auch Maud zu schaden. Charles ist nur allzu gern bereit, zum Werkzeug des Chinesen zu werden. Der Plan ist folgender: Charles soll zu William gehen und diesem eine angebliche Goldmine, die mit einigen Goldanteilen präpariert wurde, zum Verkauf anbieten. Wright tappt tatsächlich in die Falle und kauft die wertlose Mine. Er findet sogar einige Co-Investoren, die bereit sind, ihr Vermögen bei der Ausbeutung des erhofften Edelmetalls zu investieren. Endlich glaubt sich William am Ziel seiner Wünsche: Er sei nun ebenfalls ein reicher Mann und könne somit um Mauds Hand bitten. Der Schwindel fliegt rasch auf, und William wird als mutmaßlicher Betrüger entlarvt und eingekerkert. Erst durch eine Pressenotiz in den folgenden Tagen erfährt Maud von den Vorgängen und kann es kaum glauben, dass ihr William ein Ganove sein soll. Da meldet sich bei ihr ein gewisser Chan-Lü, der sich als Sekretär des von ihr einst zurückgewiesenen Chin-Chen vorstellt. Nur sein Chef wisse von den wahren Zusammenhängen dieser Geschichte, erzählt der Chinese Maud.
Maud lässt sich von Chan-Lü einwickeln und folgt dem Fremdling in Chin-Chens Welt der ebenso verrauchten wie verruchten Opiumhöhlen und unterirdischen Gewölbe. Dort residiert Chin-Chen in prachtvollem Ambiente. Anstatt den erhofften William anzutreffen, erscheint zu Mauds Entsetzen plötzlich der ungeliebte Chin-Chen, der die weiße Frau hohnlachend zu seiner Gefangenen erklärt. Plötzlich ist Maud von zahllosen Chinesen umringt, und in ihrer Panik zückt Maud einen heimlich mitgebrachten kleinen Revolver, um sich notfalls selbst zu erschießen. Doch ehe es dazu kommen kann, wird ihr aus einem bislang verborgenen Loch in der Wand Opiumrauch ins Gesicht geblasen, der sie ohnmächtig zusammensinken lässt. Charles hat in der Zwischenzeit von Chin-Chens Machenschaften erfahren, und in ihm erwacht das letzte bisschen Ehrgefühl. Er eilt zur Polizei und erklärt, dass er es gewesen sei, der William hereingelegt habe. William wird freigelassen, und er und Charles begeben sich mit der Polizei augenblicklich zu besagter Opiumhöhle, wo man die gefangen gehaltene Maud vermutet. Es kommt zu einem Kampf Staatsmacht gegen Chinesenbande, bei dem Charles sein Leben verliert. Schließlich fallen sich die befreite Maud und ihr William endlich in die Arme.

## Produktionsnotizen
Die gelbe Rasse entstand im Frühjahr 1912, lag am 3. Mai desselben Jahres der Filmzensur vor, wurde „Für Kinder verboten“
und am 1. Juni 1912 uraufgeführt. Der Dreiakter besaß eine Länge von 903 Metern.
- Zeugnisse aus der Fachpresse:

Lichtbildbühne Nr. 18 vom Mai 1912 : Annonce der Continental-Kunst-Film G. m. b. H. für “Die gelbe Rasse. Regie: Max Mack. Drama aus dem Chinesen-Viertel St. Franciscos. Länge 880 Meter.” Die Anzeige ist illustriert durch die Zeichnung eines chinesischen Drachens.
Die LBB Nr. 19 machte auf S. 46 in ihrer Rubrik “Verbotene Films: Für Kinder verboten”  Titel, Zensur-Nummern, Sujet und beanstandete Szenen bekannt: “Die gelbe Rasse (Akt I bis III), [Zensur-Nr. der Polizei Berlin] 17734 ... 17736 - Chinesen-Drama, Opiumhöhle, Bestechungsszene, Maud in der Falle, Betäubung und Sterbeszene.”
In der Nr. 20 der LBB korrigierte die Produktionsfirma in ihrer Anzeige „Ausgabe 1. Juni 1912: Die gelbe Rasse. Drama. 903 m.“  ihre Längenangabe und wies nochmals eigens „auf die vorzügliche Ausführung“ hin, „welche das Bild in dramatischer und technischer Beziehung besitzt“.

## Aufführungen
12.06.1912   Colosseum, nachmals Vaterland-Lichtspiele, Dresden
19.06.1912  Apollo-Kinematographen-Theater, Würzburg
24.-26.03.1915  Palast-Lichtspiele, Karlsruhe
24.11.1915  Welt-Kinematograph, Karlsruhe / Metropol, Karlsruhe